# Asplenium grevillei
Asplenium grevillei är en svartbräkenväxtart som beskrevs av Nathaniel Wallich. Asplenium grevillei ingår i släktet Asplenium och familjen Aspleniaceae. Inga underarter finns listade.